# يوزف شيفشيك
يوزف شيفشيك (بالبولندية: Józef Szewczyk)‏ هو لاعب كرة قدم بولندي في مركز الوسط، ولد في 17 فبراير 1950 في Turów, Lublin Voivodeship ‏ في بولندا، وتوفي في 19 مايو 1989 في بوزنان في بولندا. شارك مع منتخب بولندا لكرة القدم. أما مع النوادي، فقد لعب مع شلوسك فروتسلاو ولخ بوزنان.